# Oskar Kraus
Oskar Kraus, född 24 juli 1872 i Prag, död 26 september 1942, var en österrikisk filosof.
Kraus var professor vid tyska universitetet i Prag och lärjunge till Franz Brentano. Hans inlade främst förtjänster som utgivare av dennes omfångsrika kvarlåtenskap, varvid han försökte försvara Brentanos lära mot den vidareutveckling som andra lärjungar bland annat Edmund Husserl och Alexius Meinong gjorde av hans teorier. Han framträdde även som filosofisk motståndare mot Albert Einsteins relativitetsteori.